# 布羅夫基德魯吉
49°54′0″N 28°53′27″E / 49.90000°N 28.89083°E
布羅夫基德魯吉（烏克蘭語：Бровки Другі），是烏克蘭北部的村莊，隸屬日托米爾州的別爾季切夫區。該村面積11.01平方公里，海拔高度238米，2001年人口153。